# Очевидне — неймовірне
«Очевидне — неймовірне» — радянська (пізніше російська) науково-популярна телепередача, яка вперше вийшла на телевізійні екрани 24 лютого 1973 року.

## Сюжет
У телепередачі розповідалось про науку і техніку, винаходи, висвітлювались філософські, культурні та психологічні проблеми науково-технічного прогресу, робились прогнози на майбутнє. Інформація ретельно перевірялась професіоналами у відповідних галузях знань.
У радянський час програма «Очевидне — неймовірне», орієнтована на широку аудиторію, мала порівняно високу, для науково-освітніх програм, популярність.
1980 року творці телепрограми «Очевидне — неймовірне», Сергій Петрович Капиця і Лев Миколайович Ніколаєв отримали Державну премію СРСР.
У 1992—1995 роках виходила на Першому каналі Останкіно, в 1995—1998 роках — на каналі ОРТ, 1998 року на РТР. У 1998—1999 роках програма виходила на каналі «Культура» і назвалася «Очевидное — невероятное: XXI век». У 1999—2000 роках нетривалий час програма виходила на дециметровому телеканалі «Прометей АСТ».
У 1996 році програма номінувалася на премію ТЕФІ в категорії найкраща авторська програма.
З 25 травня 2002 по 12 серпня 2006 року програма під оригінальною назвою виходила на каналі ТВЦ у денний, рідше в нічний час. Після зміни концепції мовлення на ТВЦ програма була прибрана з сітки мовлення телеканалу.
12 лютого 2007 року програма вийшла в ефір на телеканалі «Росія» і проіснувала в його ефірі до 26 червня 2010 року. Спочатку програма виходила на телеканалі в нічний час, але з часом стала виходити по суботах вранці або вдень, при цьому в регіонах перекривалася включенням регіональних філій ВГТРК. З 7 серпня 2010 року по 26 травня 2012 року програма виходила в ефір щотижня по суботах в обідній час на каналі «Росія-Культура», після чого пішла в літню відпустку. Після смерті Сергія Капиці була закрита остаточно.
24 лютого 2008 року програмі виповнилося 35 років. Сергій Петрович Капиця цього ж року отримав спеціальний приз «ТЕФІ» за особистий внесок у розвиток російського телебачення, як незмінний ведучий програми «Очевидне — неймовірне».

## Цікаві факти
- У 1970-ті-2000-ті роки як епіграф телепередачі використовувався вірш російського поета А. С. Пушкіна:

|  | О, скільки відкриттів чудових Готує нам просвіти дух, І досвід, син помилок тяжких, І геній, парадоксів друг, (І випадок, Бог винахідник...) Оригінальний текст (рос.) О, сколько нам открытий чудных Готовят просвещенья дух, И опыт, сын ошибок трудных, И гений, парадоксов друг… (И случай, Бог изобретатель.) |

При цьому в радянський час опускався останній рядок «І випадок, бог винахідник».
- Сюжет однієї з пісень радянського поета і музиканта В. С. Висоцького присвячений телепередачі: «Лист в редакцію передачі „Наочне-неймовірне“ з Канатчиковой дачі».
- У 1980-ті роки іноді передачу відкривала оригінальна анімована заставка[11]. Музичний ряд цієї заставки був фрагментом композиції «Chasing the Dream» з альбому «Trans Harmonic Nights» німецького музиканта Петера Бауманна — на той момент вже колишнього члена музичного колективу Tangerine Dream[12].
- У радянському мультфільмі «Савушкін, який не вірив у чудеса», знятого режисером Оленою Бариновою на студії Київнаучфільм в 1983 році в техніці тотальної мультиплікації, в одному з епізодів показують телевізор з початком телепередачі «Наочне — неймовірне», де ведучий вимовляє фразу «Добрий день» з властивою Сергію Петровичу Капиці своєрідною інтонацією.